# Baracska
Baracska è un comune dell'Ungheria di 2.729 abitanti (dati 2001). È situato nella contea di Fejér.